# 無過失補償
無過失補償（むかしつほしょう）とは、一般に、加害者の存在の有無に関わらず、事故被害者に対して補償すること。

## 日本での制度化
日本では、2009年（平成21年）1月1日、重度の脳性麻痺に対する産科無過失補償制度が初めて導入され、同年10月に計5件が初めて認められた。

### 概要
この「産科無過失補償制度」は、分娩（帝王切開を含む）出産時における医療事故（過失の有無を問わない）によって重度脳性麻痺（身体障害者障害程度1級または2級）となった児およびその家族に補償金が支払われるという内容となっている。これは経済的負担の補償をすると共に、事故原因の分析を行なうことによって、産科医療の質向上をも目的とした制度である。なお、この事故原因の分析は、前述の通り産科医療の質向上を主眼としたものであり、医療関係者の責任の有無は問題ではないとされている。
補償の対象と認定された場合、一時金として600万円、その後20回にわたり、年間120万円、合計3000万円が支払われる。

## 日本以外での事例

### ニュージーランド
ニュージーランド国内の事故による死亡・傷害に対する補償を目的として、1974年、ACC (Accident Compensation Corporation)という制度が創設された。これにより、ニュージーランド内で受けた怪我に対し治療費や補償金が支払われており、国民生活に必要欠くべからざるものとなっている。ただし、無過失補償の理念に則り、この補償を受ける事故の被害者は傷害・損害に対する賠償責任を問う訴訟を起こす事を禁じられている。